# Eisenbahnunfall von Grisén

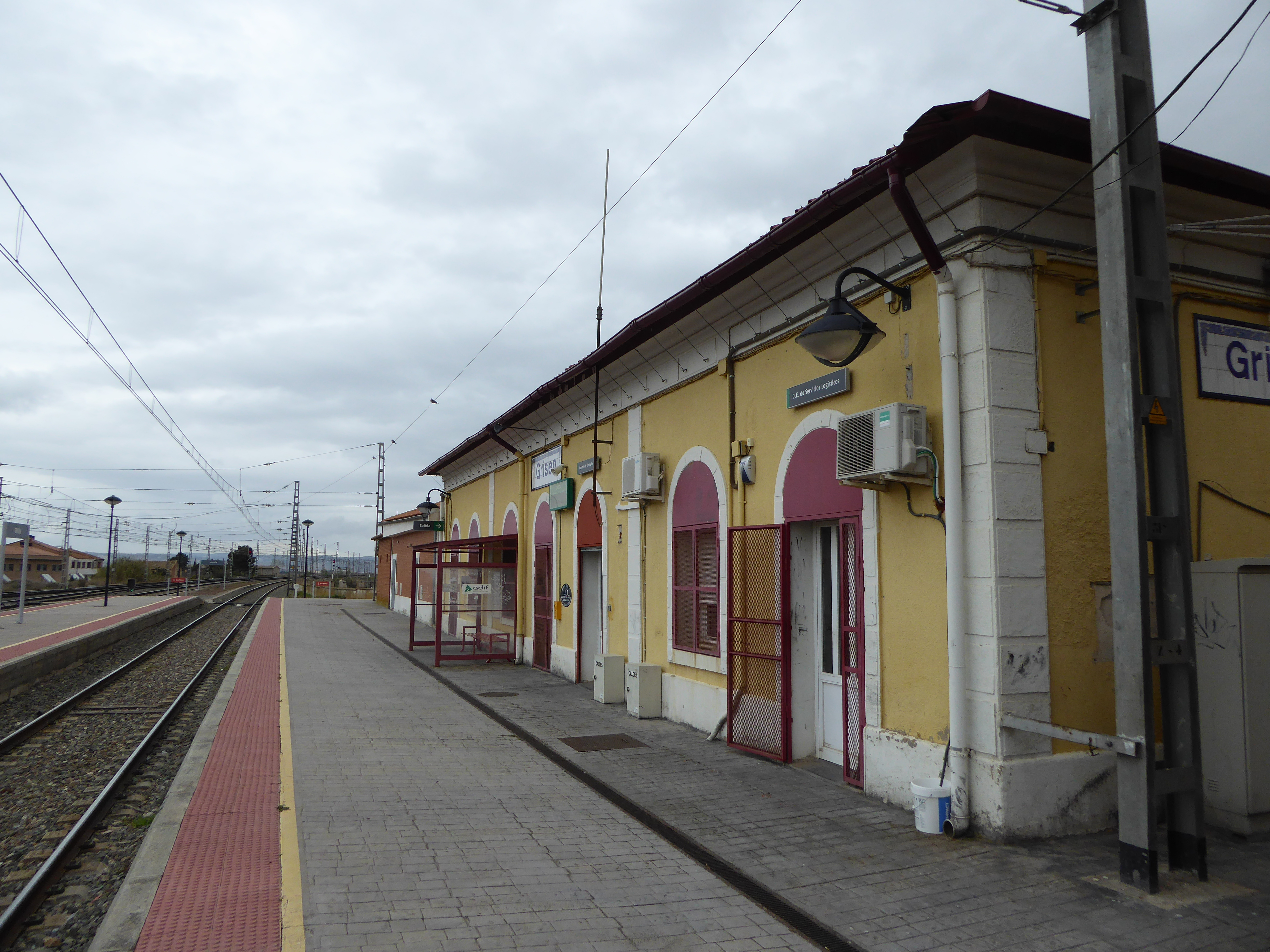
Bahnhof von Grisen

Bei dem Eisenbahnunfall von Grisén geriet am 10. Februar 1965 ein fahrender Zug in Brand. 30 Menschen starben.

## Unfall
Der Zug Nr. 886 der staatlichen spanischen Eisenbahngesellschaft RENFE war von Madrid nach Barcelona unterwegs. Zwischen den Bahnhöfen Grisén und Pinseque, Provinz Saragossa, brach – aus nie geklärter Ursache – gegen 6:15 Uhr in einem Abteil eines stark besetzten Personenwagens 3. Klasse, der einen Aufbau aus Holz hatte, ein Feuer aus. Als mögliche Ursachen wurden später vermutet: Eine brennende Zigarette, die sich zwischen Sitzen und einer hölzernen Wagenwand verfangen hatte oder ein Kurzschluss in der Elektrik des Wagens. Die staatliche Eisenbahngesellschaft wollte die Ursachen eher in einem Zufall und der panischen Reaktion der Reisenden sehen.
Der Fahrdienstleiter des Bahnhofs Grisén bemerkte bei der Durchfahrt des Zuges Rauch und Funken an einem der letzten Wagen, konnte ihn aber nicht mehr anhalten. Aufgrund heftigen Windes und zusätzlich des Fahrtwindes – der Zug war mit etwa 60 km/h unterwegs – wurde das Feuer stark angefacht, breitete sich extrem schnell aus und griff auch auf die zwei folgenden Wagen 3. Klasse und gleicher Bauart über. Erst 1,5 km hinter dem Bahnhof Grisén (etwa 40 km vor Saragossa) wurde die Notbremse gezogen und der Zug kam zum Stehen. Es gelang, den hinteren, brennenden Zugteil vom vorderen Zugteil zu trennen, so dass der Schlafwagen, der vor den 3.-Klasse-Wagen lief, nur leicht beschädigt wurde. Die drei Wagen, die Feuer gefangen hatten, brannten vollständig ab.
Die Verletzten des Unfalls wurden nach Alagón gebracht und von dort weiter in Krankenhäuser nach Saragossa. Der vordere Zugteil fuhr am Nachmittag mit den unverletzten Reisenden ebenfalls nach Saragossa und anschließend zu seinem Zielbahnhof, Barcelona-França, weiter.

## Folgen
30 Menschen starben, 33 wurden darüber hinaus verletzt. 27 Menschen starben an Rauchvergiftungen und Verbrennungen, vier kamen ums Leben, als sie von dem brennenden, noch fahrenden Zug absprangen.